# Moucherolle d'Euler
Lathrotriccus euleri
Espèce
Synonymes
- Empidonax euleri[1]

Statut de conservation UICN

 LC  : Préoccupation mineure
Le Moucherolle d'Euler (Lathrotriccus euleri) est une espèce de passereaux de la famille des Tyrannidae. Son nom est un hommage à l'ornithologue suisse Carl Euler (1834-1901),,.

## Systématique et distribution
Cet oiseau est représenté par quatre sous-espèces selon la classification de référence du Congrès ornithologique international (version 9.1, 2019) :
- Lathrotriccus euleri lawrencei (Allen, JA, 1889) : de l'extrême est de la Colombie au nord du Venezuela et au Suriname, ainsi qu'à Trinidad ;
- Lathrotriccus euleri bolivianus (Allen, JA, 1889) : ouest de l'Amazonie ;
- Lathrotriccus euleri argentinus (Cabanis, 1868) : de l'est de la Bolivie au Paraguay et au nord de l'Argentine ; passe l'hiver à l'est du Brésil ;
- Lathrotriccus euleri euleri (Cabanis, 1868) : du sud-est du Brésil au nord-est de l'Argentine ; passe l'hiver au Pérou, en Bolivie et au Brésil[2],[3].

L'espèce comptait une cinquième sous-espèce, Lathrotriccus euleri flaviventris (Lawrence, 1887), endémique de la Grenade. Observée pour la dernière fois dans les années 1950, elle est considérée comme éteinte,.